# نافييه-ستوكس الوجود والانسيابية

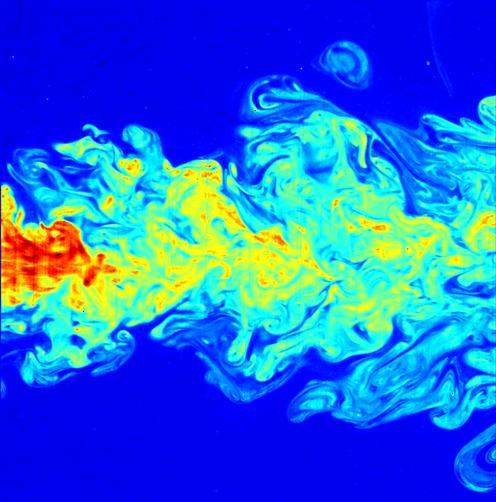

تتعلق مشكلة نافييه-ستوكس الوجود والانسيابية بالخصائص الرياضية لحلول معادلات نافييه-ستوكس، وهي نظام من المعادلات التفاضلية الجزئية التي تصف حركة مائع في الفضاء. تُستخدم حلول معادلات نافييه-ستوكس في العديد من التطبيقات العملية. ومع ذلك، فإن الفهم النظري لحلول هذه المعادلات غير مكتمل. على وجه الخصوص، غالبًا ما تشتمل حلول معادلات نافييه-ستوكس على الاضطراب، الذي يظل أحد أكبر المشكلات التي لم يتم حلها في الفيزياء، على الرغم من أهميتها الهائلة في العلوم والهندسة.
حتى المزيد من الخصائص الأساسية للحلول الخاصة بنافييه-ستوكس لم يتم إثباتها مطلقًا. بالنسبة لنظام المعادلات ثلاثي الأبعاد، وبالنظر إلى بعض الشروط الأولية، لم يثبت علماء الرياضيات بعد أن الحلول السلسة موجودة دائمًا. وهذا ما يسمى بمشكلة وجود نافييه-ستوكس والانسيابية.
نظرًا لأن فهم معادلات نافييه-ستوكس يعتبر الخطوة الأولى لفهم ظاهرة الجريان المضطرب، فقد حدد معهد كلاي للرياضيات في مايو 2000 هذه المشكلة إحدى مسائل جائزة الألفية السبع في الرياضيات. عرضت جائزة قدرها مليون دولار أمريكي لأول شخص يقدم حلًا لبيان محدد للمشكلة.